# Stazione di Klosters Platz
La stazione di Klosters Platz è una stazione ferroviaria delle linee Landquart-Davos e del Vereina, a servizio del centro abitato di Klosters, nel cantone svizzero dei Grigioni.
È gestita da Ferrovia Retica (RhB).

## Storia
Klosters Platz fu aperta al pubblico il 29 settembre 1889 assieme alla linea proveniente da Landquart L'anno seguente fu aperto il tratto per Davos, ma la stazione - posta presso l'incrocio fra le attuali Alte Bahnhofstrasse e Bahnhofstrasse - rimaneva di diramazione: i treni provenienti da uno dei due capolinea dovevano manovrare e cambiare direzione.
La posizione della stazione e le sue modeste dimensioni - il binario più lungo misurava 146 m - non facilitavano le operazioni di manovra delle locomotive che furono complicate dall'avvento dell'elettrificazione, avvenuta nel 1921. Si decise pertanto di progettare un nuovo impianto passante e, contestualmente, sia un nuovo ponte sul Landquart, progettato dall'ingegner Robert Maillard, sia una galleria elicoidale dopo la quale la ferrovia avrebbe ripreso il vecchio tracciato. I lavori iniziarono nel 1929 e terminarono l'anno seguente. La nuova stazione fu inaugurata il 3 novembre 1930.
Tra il 1991 e il 1993, la stazione fu oggetto di nuovi lavori di potenziamento in vista della costruzione della ferrovia della Vereina che avrebbe unito la linea Landquart-Davos con quella dell'Engadina. La nuova galleria di Zugwald avrebbe collegato Klosters Platz alla galleria di base, ma questo avrebbe richiesto un secondo binario in uscita dalla stazione. Si progettò un nuovo ponte sul Landquart che fosse in grado di accogliere due tracciati ferroviari e che sostituisse il manufatto progettato da Maillard.
La ferrovia del Vereina fu aperta al servizio pubblico nel 1999.

## Strutture e impianti

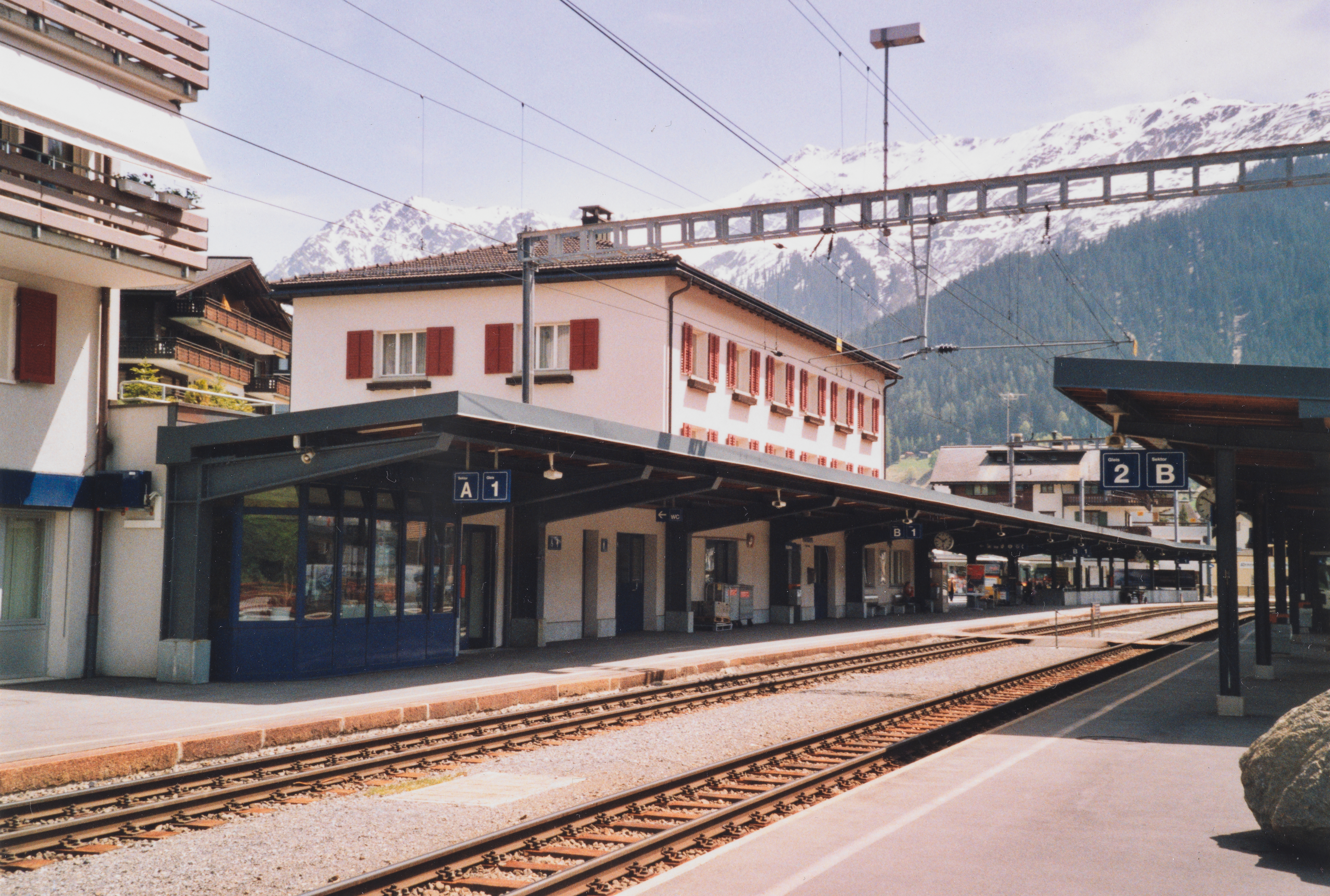
Il fabbricato viaggiatori e i primi due binari

Il fabbricato viaggiatori è un edificio a due livelli in muratura. Oltre a ospitare un ufficio postale e la sala d'attesa per i viaggiatori, è sede della dirigenza che gestisce la circolazione sia sulla Landquart-Davos sia sulla linea del Vereina.
Lato Landquart è presente un magazzino merci, riconvertito a sede di un'associazione culturale, dell'originale scalo merci.
Il piazzale è composto da quattro binari in asse al fabbricato viaggiatori e da un quinto binario, di scalo, nei pressi del magazzino. I primi tre binari sono adibiti al servizio viaggiatori e sono serviti da due banchine, collegate tra loro da un sottopassaggio. Il quarto binario è impiegato per la sosta dei treni merci, mentre il binario di scalo è utilizzato per la rimessa dei mezzi di cantiere e di manutenzione.

## Movimento
La stazione è servita di due linee di RegioExpress (RE), esercite da Rhb:
- RE 13 Landquart-Filisur/Sankt Moritz
- RE 24 Landquart-Davos Platz/Scuol-Tarasp

A Klosters Platz, i treni provenienti da Landquart sono poi separati verso le destinazioni finali, mentre quelli provenienti dagli altri quattro capolinea vengono accoppiati per dirigersi verso  Landquart. Di conseguenza, la stazione è capolinea delle seguenti relazioni:
- RE 1, da e per Filisur
- RE 2, da e per Davos Platz
- RE 3, da e per Sankt Moritz
- RE 4, da e per Scuol-Tarasp

## Servizi
- Biglietteria a sportello
- Biglietteria automatica
- Sala d'attesa
- Deposito bagagli automatico
- Ufficio informazioni turistiche
- Ufficio postale
- Negozi

## Interscambi
- Fermata autobus
- Fermata funivia (Klosters Platz, Gotschnabahn)